# Tesoro de los metapontinos
El Tesoro de los metapontinos (en griego antiguo: Θησαυρὸς τῶν Μεταποντίων, romanizado: Thēsauros tōn Metapontiōn), también conocido como Tesoro X, fue un antiguo tesoro en Olimpia, Grecia. Fue construido por la ciudad de Metaponto. Las ruinas de la cámara del tesoro se encuentran en el municipio de Archaía Olympía, en la Terraza de los Tesoros, en el santuario de Olimpia, declarado Patrimonio de la Humanidad por la Unesco.
Fue construido en la época arcaica griega alrededor del año 575 a. C. Era uno de los numerosos tesoros de Olimpia, construido en hilera en el lado norte del santuario, en la ladera sur del monte Cronio, entre el Ninfeo de Herodes Ático y el Estadio. Era el décimo desde el oeste y el tercero desde el este. En su lado oeste se encontraba el Tesoro de los selinuntios y en su lado este el Tesoro de los megarenses.
El tesoro era de estilo dórico, y constaba de una simple cella y pronaos. Medía unos 9,47 metros de ancho y 13,95 metros de largo. La fachada daba al sur.